# Ropica griseomarmorata
Ropica griseomarmorata là một loài bọ cánh cứng trong họ Cerambycidae.